# Valle di Albaredo
La valle di Albaredo è una valle delle Alpi Orobie Valtellinesi, in provincia di Sondrio. È uno dei due rami in cui si divide la valle del Bitto, insieme alla val Gerola; per questo viene anche chiamata valle del Bitto di Albaredo. Si estende a partire dalla confluenza con la val Gerola fino al passo San Marco, che la collega alla bergamasca val Brembana. È attraversata dal torrente Bitto, che dà il nome al noto formaggio DOP prodotto nei territori della vallata.